# Yoshida (Shizuoka)
Pour les articles homonymes, voir Yoshida.
Yoshida (吉田町, Yoshida-chō) est un bourg du district de Haibara, situé dans la préfecture de Shizuoka, au Japon.

## Géographie

### Démographie
Au 1er mars 2014, la population de Yoshida s'élevait à 29 342 habitants répartis sur une superficie de 20,84 km2.